# Societatea Tinerimea Română

Altorelief de pe Palatul Societății Tinerimea Română

Societatea "Tinerimea Română" a fost înființată în București, în anul 1878, la ințiativa câtorva elevi interni ai Liceului Matei Basarab, printre care: Aurel Șeicaru, Dumitru Soreanu, frații Olănești, Alexandru Ionescu, Petre Popovici, Alimănescu și Nanu-Muscel. Aceștia s-au înțeles să formeze o societate literar-științifică sub directa îndrumare a școlii, care să se preocupe de creșterea tineretului român în spirit patriotic, cultural și creștin și s-au decis să-i dea numele "Tinerimea Română".
Societatea "Tinerimea Română" a avut drept scop descoperirea și promovarea tinerilor talentați, din diverse domenii de activitate (muzică, dans, poezie, istorie, desen etc.) și stimularea elevilor merituoși prin concursuri pe diferite ramuri de activitate, câștigătorilor acordându-li-se premii și medalii.
Grigore Tocilescu scria, cu referire la acest obiectiv:
"În alegerea subiectelor pentru concurs, comisia a fost condusă de convingerea că prin școală și numai prin școală se poate deștepta, întreține și conserva simțământul național".
Din 1882, a început să fie publicată Revista Societății Tinerimea Română.
În anul 1912, Primăria București i-a oferit Societatății "Tinerimea Română" un teren cu o suprafață de 547 m² pentru a-și construi un sediu propriu. La 25 mai 1924 a fost pusă piatra de temelie a clădirii din str. Schitu Măgureanu nr. 4, ce avea să poarte denumirea de Palatul Societății Tinerimea Română.

## Situația prezentă
Ca succesoare a Asociației Tinerimea Română, în prezent funcționează Centrul Național de Artă „Tinerimea Română”, care a fost înființat în baza Hotărârii Guvernului nr. 527/1992 de reorganizare a unor instituții publice subordonate Ministerului Culturii și a Hotărârii Guvernului nr. 9/2009 privind organizarea și funcționarea Ministerului Culturii, Cultelor și Patrimoniului Național.
Centrul Național de Artă „Tinerimea Română” are misiunea de a contribui în mod fundamental la dezvoltarea culturii românești prin promovarea, valorificarea și conservarea a tot ce este autentic și de valoare atât în țară cât și în lume și integrarea valorilor românești în patrimoniul universal. Această misiune se realizează printr-o deschidere către tot ce este nou în plan cultural, prin atragerea cât mai largă a unui public de toate vârstele – cu accent pe tineri – către produse culturale performante. Obiectul său de activitate este organizarea de spectacole și turnee pentru toate genurile artistice, cu scop cultural, educativ și de divertisment.
Pentru îndeplinirea obiectului său de activitate, Centrul Național de Artă „Tinerimea Română" are următoarea structură a activității artistice:
- Corul de cameră „Preludiu”;
- Ansamblul folcloric „Cununa Carpaților”;
- Orchestra de cameră „Philarmonia”;
- Ansamblul de muzică contemporană „Archaeus”;
- Compartimentul de muzică ușoară;
- Clubul de jaz;
- Studioul muzical;
- Compartimentul programe și proiecte culturale și organizare spectacole.